# Кінохроніка
Кінохроніка — це форма короткого документального фільму, який виходив в основному у першій половині двадцятого століття, регулярно випускався для місць публічної трансляції, а в його сюжеті розглядалися новини, події чи інші речі, які на той момент були об'єктами найбільшого інтересу. Кінохроніка була джерелом новин, інформації про поточні справи у країні, а також різновидом розваги для мільйонів відвідувачів кінотеатрів, аж поки врешті у 1950-х телебачення не витіснило її роль. Кінохроніки зараз вважаються важливими історичними документами, оскільки вони іноді бувають єдиними аудіовізуальними записами історичних та культурних подій тих часів.
Кінохроніки до 1960-х зазвичай транслювалися як короткометражні фільми, які передували основному фільму. Для кінохронік зводилися навіть спеціалізовані «кінотеатри новин» (англ. news cinema або англ. newsreel theatre) в багатьох великих містах у 1930-х та 1940-х, а деякі дуже великі кінотеатри в таких містах мали навіть невеличкі внутрішні, окремі міні-театри (англ. theaterette), у яких кінохроніки транслювалися безперервно протягом цілого дня.

## Історія
Створена французом Пате Фрером у 1908 році, ця форма кіно була одним із основних кінематографічних продуктів у країнах Північної Америки, у Великій Британії, а також у країнах Співдружності націй (особливо в Канаді, Австралії та Новій Зеландії), і була поширена та зустрічалася в графіках та програмках кінотеатрів Європи починаючи з ери німого кіно, і до 1960-х, коли новини на телебаченні цілковито витіснили кінохроніку з цієї ніші. Однак деякі країни, такі як Іспанія та Куба, продовжували знімати кінохроніки аж до 1980-х. У Національному архіві фото- та відеоматеріалів у Австралії зберігається Колекція австралійських кінохронік Cinesound Movietone — колекція із 4000 короткометражних та документальних фільмів-кінохронік, в яких розглянуті всі основні події тих часів. Першим офіційним британським кінотеатром новин, в якому транслювалися виключно кінохроніки, був Daily Bioscope, відкритий у Лондоні 23 травня 1909 року. У 1929 р. Вільям Фокс викупив колишній театр Бродвею під назвою Embassy (тепер центр для відвідувачів став працювати при Times Square Alliance). Він змінив формат роботи театру, замінивши дводоларовий показ двічі на день безперервною програмою коштом у 25 центів, таким чином започаткувавши перший театр кінохроніки (кінотеатр новин) на території США. Ідея була настільки успішною, що Фокс та його команда оголосили про намір запустити цілий ланцюг таких кінотеатрів по всій території США. Кінохроніки часто супроводжувалися мультфільмами, або короткометражними кінофільмами.
У деяких країнах в кінохроніці було поширене використання музики як фону для зазвичай німої відеохроніки новин. В деяких країнах оповідач робив гумористичні зауваження при показі безтурботних чи нетрагічних історій. У США випускалися такі серії кінохронік як The March of Time (1935–1951), Pathé News (1910–1956), Paramount News (1927–1957), Fox Movietone News (1928–1963), Hearst Metrotone News (1914–1967), та Universal Newsreel (1929–1967). Випуском кінохронік Pathé News займалася компанія RKO Radio Pictures із 1931 до 1947 рр., а потім — Warner Brothers, із 1947 по 1956 рр.
12 серпня 1949 року 120 кінотехніків, найнятих компанією Associated British Pathé у Лондоні, розпочали страйк, аби опротестувати звільнення п'ятнадцяти чоловіків під приводом скорочення штатів, в той час як все ще діяла угода на основі домовленостей із професійною спілкою. Цей страйк тривав щонайменше до вівторка, 16 серпня, а саме вівторок був останнім днем виробництва кінохронік, які мали транслюватися в театрах в середу. Тож результатом цих подій та страйку стало те, що понад трьом сотням кінотеатрів по всій Великій Британії довелося обійтися того тижня без кінохронік.
Приклад кінохроніки можна побачити у кінофільмі під назвою Громадянин Кейн (1941), який був підготовлений до виходу дійсним персоналом RKO з виробництва кінохронік. До фільму Громадянин Кейн включена фіктивна кінохроніка під назвою «Новини березня», яка підсумовує все життя титульного персонажа — Чарльза Фостера Кейна, пародіюючи справжню серію кінохронік The March of Time.

## Ретроспектива
Австралійський фільм 1978 року, Newsfront — це драма про бізнес із виробництва кінохронік.
16 лютого 1948 року телерадіокомпанія NBC запустила десятихвилинну телевізійну програму під назвою Camel Newsreel Theatre із ведучим Джоном Камероном Свейзом, у якій транслювалась кінохроніка із закадровим голосом Свейза. Також у 1948 році телекомпанія DuMont Television Network запустила на телеканали дві короткі серії кінохронік, Camera Headlines та I.N.S. Telenews, остання — у співпраці із агенцією новин International News Service Вільяма Герста.
15 серпня 1948 року телекомпанія CBS започаткувала свою вечірню телевізійну програму новин під назвою Douglas Edwards and the News. Пізніше телевізійні програми новин кожної компанії — NBC, CBS та ABC — створювали свою власну відеохроніку новин. Кінотеатри новин або закривалися, або продовжували трансляцію — цього разу вже мультфільмів та коміксів, або короткометражних фільмів, як це зробив Кінотеатр новин на вокзалі Вікторія у Лондоні, пізніше відомий під назвою Cartoon Cinema, відкритий у 1933 році і закритий у 1981.
Кінохроніки пішли у небуття внаслідок технологічного прогресу, який проявився у можливості електронного збору новин для телевізійних програм. Така можливість вперше була представлена у 1970-х, і це зробило кінохроніку застарілим способом передачі новин.